# Правило наименьшего удивления
Принцип (правило) наименьшего удивления (калька с англ. principle of least astonishment) в эргономике гласит, что если назначение элемента или сочетания неясно, то его поведение должно быть наиболее ожидаемым со стороны пользователя.

## Пример
Пользовательский интерфейс может быть разработан так, что нажатие комбинации Ctrl+Q вызывает выход из программы. Тот же самый пользовательский интерфейс может иметь средства для записи макросов или последовательности нажатий клавиш, которые будут воспроизведены позже. Пользователь может захотеть сделать запись последовательности нажатия клавиш, в которой Ctrl+Q была бы частью (наиболее вероятно, что последней частью) макрокоманды. В соответствии с принципом наименьшего удивления, нажатие Ctrl+Q во время записи макрокоманды должно записаться в неё, а не вызвать выход из программы (который удивил бы пользователя).